# 2011年7月澳门

## 7月28日
- 受強烈熱帶風暴洛坦影響，氣象局於上午10時懸掛一號風球。澳門電台（页面存档备份，存于）

## 7月26日
- 新口岸國際中心發生石油氣爆炸，造成十三人傷，附近包括外港客運碼頭等三千戶電訊服務中斷。行政長官崔世安晚上到場視察後表示，特區政府高度關注爆炸事件，各相關部門會全面檢討事件起因，並訂定一系列預防工作，防止同類事件再發生。市民日報[]市民日報[]市民日報[]市民日報[]
- 澳門明愛創辦人、耶穌會士陸毅早上去世，享年97歲。澳門電台（页面存档备份，存于）
- 司警拘捕七名內地男子，他們涉嫌以高科技手法詐取賭廳共二千四百萬元。現代澳門日報[]
- 立法會第一常設委員會與經濟財政司長譚伯源舉行會議，討論《規範進入娛樂場和在其內逗留及博彩的條件》法案。委員會建議對限制未滿二十一歲人士在娛樂場工作的職業收窄至直接從事博彩的莊荷及監場等；對於病態賭徒的禁門令建議設立相關委員會審核；對於限制未滿二十一歲人士進入賭場，委員會認為有需要在法律層面上賦予博彩公司可以查閣客人身份證明文件，以使之具可操作性。華僑報（页面存档备份，存于）
- 運建辦公佈「輕軌標誌及吉祥物設計比賽」結果。新華澳報
- 本澳代表隊在「2011Robo Cup青少年機械人世界盃決賽」中，取得三項冠軍的歷史性佳績，澳門科技創新教育學會在科學技術發展基金演講廳舉行活動成果分享會。正報
- 教育政策關注小組昨舉辦「從『私框』看澳門教育的未來」論壇，出席的教青局副局長老柏生認為，《私立學校教學人員制度框架》通過後，學校須優先解決教學人員配置問題。即使「私框」今年九月正式生效，預計教師仍須維持現有授課節數，過渡時間約需一學年。他又透露，明年的施政方針中，將明確為吸納優秀畢業生修讀師範學位提供獎、助學金，吸引人才加入師資隊伍。澳門日報[]

## 7月25日
- 政府公佈撤銷巴波沙中葡小學，並於原校址設立鄭觀應公立學校。印務局（页面存档备份，存于）印務局（页面存档备份，存于）

## 7月20日
- 中央人民政府決定，任命胡正躍為外交部駐澳門特別行政區特派員公署特派員，免去盧樹民外交部駐澳門特別行政區特派員公署特派員的職務。新華網 Archive.today的存檔，存档日期2013-04-28

## 7月4日
- 台灣「行政院」陸委會主委賴幸媛宣佈，行政院已核准澳門來台設立經貿文化辦事處。中央廣播電台

## 7月3日
- 小潭山超高樓宇：
  - 行政會委員、建築師黃如楷否認是相關項目的持份者，又指項目是在山邊起樓，不等於破壞山體、不環保。正報
- 澳廣視首個現場直播時事節目《澳門論壇》啟播，約六十名公眾出席。澳廣視行政總裁梁金泉就有員工職程有欠公允指，若不滿意，可向公司反映，公司會作出充份考慮為個案重新評審。華僑報（页面存档备份，存于）
- 巴士新經營模式：
  - 交通事務局局長汪雲表示，限制車輛措施希望明年取得社會共識，並以整體考慮，不會單一針對某一車種。又重申，新巴士服務班次較現時增加超過四成。華僑報（页面存档备份，存于）
- 一名台灣女子在國際酒店十樓跳樓自殺。現代澳門日報[]
- 澳門建造業總工會理事長張文寬表示，隨着本澳不少大型博企工程相繼完工，本地工人開始出現開工不足的情況，他促請政府在公共工程中必須優先考慮聘用本地工人，同時盡快制訂外僱退場機制，保障本地建築工人優先就業。市民日報[]

## 7月2日
- 港務局亦計劃年底調整外港客運碼頭內部間格，三樓營商樓層便可適當利用作為候船室。現代澳門日報[]
- 小潭山超高樓宇：
  - 工務局局長賈利安表示，目前正分析及細分公眾對項目的880個意見，不排除要求發展商對項目作出更改。華僑報（页面存档备份，存于）
- 黑沙環公園黃營均兒童圖書館開幕。澳門日報[]
- 香港時事評論員劉銳紹認為特區政府及主要官員的評分下跌是因為本澳社會出現貧富懸殊及核心問題未有解決，但仍有上下波動的空間。市民日報[]

## 7月1日
- 政府跨部門清遷小組收回青洲坊最後一幅1,900平方米的霸地，由於當局禁止其中一戶帶走犬隻一度陷入對峙局面。現代澳門日報[]
- 行政會完成討論《開立及管理中央儲蓄制度個人帳戶的一般規則》行政法規草案，主要是照顧一些因特殊及合理原因而不在或離開澳門的居民，約有三千人受惠。又完成討論「持續進修發展計劃」行政法規草案，訂定於未來三年內，年滿十五歲的居民均可參加該計劃，每人可獲最高金額為五千元的進修資助，預計總資助額五億元。澳門日報澳門日報
- 衛生局接獲山頂醫院急診室通報，懷疑一名中醫生涉嫌不當為病人處方中藥材洋金花。新聞局（页面存档备份，存于）
- 旅遊局就《規範酒店餐廳及酒吧業務的行政法規草案》初稿，今天起作公開諮詢。正報
- 財政局公佈五月份申報結算物業轉移稅的單位成交量減少一半，平均樓價亦下跌12%。中新網
- 澳門科學館股份有限公司董事長林金城表示，上半年參觀人數達14萬人次，但仍未達到收支平衡。市民日報[]